# 弗米利恩萊克鎮區 (明尼蘇達州聖路易斯縣)
弗米利恩萊克鎮區（英語：Vermilion Lake Township）是位於美國明尼蘇達州聖路易斯縣的一個行政鎮區。

## 地方資料
弗米利恩萊克鎮區的面積為94.87平方千米，當中陸地面積為92.81平方千米，而水域面積為2.06平方千米。根據2020年美國人口普查的數據，當地共有人口265人，而人口密度為每平方千米2.79人。